# Crnugovići
Crnugovići (izvirno srbsko Црнуговићи) je naselje v Srbiji, ki upravno spada pod Občino Priboj; slednja pa je del Zlatiborskega upravnega okraja.

## Demografija
V naselju, katerega izvirno (srbsko-cirilično) ime je Црнуговићи, živi 87 polnoletnih prebivalcev, pri čemer je njihova povprečna starost 53,0 let (51,7 pri moških in 54,2 pri ženskah). Naselje ima 35 gospodinjstev, pri čemer je povprečno število članov na gospodinjstvo 2,66.
Prebivalstvo je večinoma nehomogeno.
|  |

| Demografija | Demografija     | Demografija     |
| Leto        | Št. prebivalcev | Št. prebivalcev |
| ----------- | --------------- | --------------- |
|             |                 |                 |
|             |                 |                 |
|             |                 |                 |
|             |                 |                 |
| 1948        | 251             |                 |
| 1953        | 311             |                 |
| 1961        | 323             |                 |
| 1971        | 304             |                 |
| 1981        | 289             |                 |
| 1991        | 187             | 175             |
| 2002        | 123             | 93              |
|             |                 |                 |

| Etnična sestava po popisu iz leta 2002 | Etnična sestava po popisu iz leta 2002 | Etnična sestava po popisu iz leta 2002 | Etnična sestava po popisu iz leta 2002 | Etnična sestava po popisu iz leta 2002 |
| -------------------------------------- | -------------------------------------- | -------------------------------------- | -------------------------------------- | -------------------------------------- |
| Srbi                                   | Srbi                                   |                                        | 50                                     | 53,76%                                 |
| Bošnjaki                               | Bošnjaki                               |                                        | 41                                     | 44,08%                                 |
| Muslimani                              | Muslimani                              |                                        | 1                                      | 1,07%                                  |
| Neznano                                | Neznano                                |                                        | 1                                      | 1,07%                                  |